# Червена къща (Солун)
Червената къща или Къща „Лонгос“ (на гръцки: Κόκκινο Σπίτι, Μέγαρο Λόγγου) е историческа постройка в град Солун, Гърция.

## Местоположение
Сградата е разположена на кръстовището на улица „Ермис“ и улица „Агия София“, срещу Неделковата къща.

## История
Построена е в 1926 година от италианския архитект Леонардо Дженари и Строителното общество на Новите земи за негушкия текстилен индустриалец Григорис Лонгос. Надзорен инженер е Панайотис Стаис. Лонгос е и зад пивоварната „Науса“ заедно с Георгиадис, Турбалис, Цицис и Плацукас. Няколко години по-късно минава във владение на брат му Йоанис.
В 1983 година сградата е обявена за паметник на културата.
В сградата през години са настанявани семейства в апартаментите, офиси и бизнеси на приземния етаж. Там до 1992 година функционира литературното кафене „Ермис“, а след това се помещава ресторант „Курдисто Гуруни“. В 2014 година става собственост на Йоанис Савидис и в 2016 година започва реставрация.

## Архитектура
Сградата се отличава с извитите си форми и червените тухли, с които е изградена и е чудесен пример за архитектурните тенденции в града в годините след Първата световна война. Архитектурата ѝ е еклектична с влияния от арт нуво, неовизантийската архитектура и готиката. Друга особеност на сградата са арките, които се откриват във всички прозорци и балконски врати, както и специалните декоративни елементи. Сградата е развита на четири нива, партер и три етажа, но първоначалният й проект е на два етажа с покрив и партер. През октомври 1925 година е поискано към разрешението за строеж да се добави третият етаж. На всеки етаж има по два апартамента, а третият етаж се състои от луксозен апартамент. В интериора има дървени рамки, гипсови декорации по таваните, боядисани тавани, резбовани метални парапети, богато украсени полилеи.